# Arnošt August, vévoda z Yorku a Albany
Arnošt August, vévoda z Yorku a Albany (17. září 1674, Osnabrück – 14. srpna 1728, Osnabrück) byl nejmladším synem Arnošta Augusta Hannoverského, hannoverského kurfiřta a Žofie Hannoverské a mladší bratr britského krále Jiřího I.
V letech 1715 až 1728 byl Arnošt August II. osnabrückým biskupem. Dne 5. června 1716 byl jmenován vévodou z Yorku a Albany a hrabětem ze Severního Irska.